# Inteligencias fluida y cristalizada
La Inteligencia es una capacidad mental que puede ser comprendida de diversas maneras y es por eso que existen diferentes teorías que hablan de esta de manera distinta. A lo largo de la historia se han creado varios modelos que intentan explicar la inteligencia y sus diferentes elementos. Raymond Cattell fue el primero en incorporar una teoría donde introduce por primera vez los conceptos de la inteligencia fluida (Gf) y cristalizada (Gc) para explicar la inteligencia. Estas dos inteligencias presentan distintas habilidades, pero a la vez se encuentran relacionadas entre ellas.

## Historia
Los seres humanos hemos estado interesados en la inteligencia desde el principio de nuestra historia escrita. Los primeros filósofos griegos fueron quienes empezaron a discutir la naturaleza de la lógica y el conocimiento, el pensamiento y la memoria.
El desarrollo temprano del campo de la psicología se centró en gran parte en el estudio de la inteligencia humana. Charles Spearman fue el primero en hablar sobre la concepción y la evaluación de la inteligencia. La primera persona que fue verdaderamente experta en la medición del constructo psicológico que es la inteligencia. Él creía que la inteligencia estaba compuesta por distintas habilidades y quería medirlas utilizando los avances de la estadística. Saber cómo esas se relacionaban entre sí.
Raymond Cattell hizo un estudio junto con Galton y Wissler en el cual no les permitió encontrar relaciones estadísticamente significativas entre las pruebas mentales que administraron, lo que parecía sugerir que no estaban midiendo una sola capacidad subyacente, sino una amplia gama de habilidades.
Por otro lado, Spearman encontró correlaciones positivas entre todas las variables medidas por las pruebas mentales y también encontró que esas puntuaciones se correlacionaban con otras medidas de habilidad mental.
Este hecho lo llevó a ser capaz de demostrar que una fuente común de varianza explicaba las correlaciones entre todas las pruebas mentales, y llamó a esto el factor general de inteligencia, o g. 
G era un factor común compartido entre la mayoría de las medidas mentales, y cada medida también tenía un factor o factores específicos únicos para esa medida. Es decir, existía un factor general de inteligencia.
Durante las décadas siguientes, Spearman y muchos otros investigadores realizaron investigaciones que apoyaron en gran medida la existencia e importancia de g.
A partir de ese hallazgo se constituye el fundamento de muchas Teorías de la inteligencia humana.
Por ejemplo la de Raymond Cattell  quién fue el primero en hablar de la distinción entre "inteligencia fluida" (Gf) e "inteligencia cristalizada" (Gc).  Según él, Gf y Gc eran dos factores independientes el uno del otro, aunque muchos autores han notado una aparente interdependencia de los dos.
Los factores de Charles Spearman se consideran una precuela de esta idea (Spearman, 1927), junto con la teoría de Thurstone de las Habilidades Mentales Primarias  (Thurstone, 1947). En 1991, John L. Horn, un estudiante de Cattell, amplió el modelo Gf-Gc para incluir 8 o 9 habilidades amplias (horn1994). Pero las principales teorías dónde aparecen estas dos inteligencias son la teoría de John Bissell Carroll three-stratum y la teoría de Catell-Horn-Carroll. 
El modelo de CHC ha resultado de dos modelos teóricos prominentes formado por el modelo de inteligencia de Cattell y Horn (Gf-Gc) (Cattell, 1943, Horn, 1985, 1988, 1991, 1994), que posteriormente se incorporó a los tres de Carroll Teoría del estrato. Este modelo contempla diferentes capacidades, en las cuales se encuentran la inteligencia fluida y la cristalizada. 
Desde sus publicaciones, los conceptos de estas inteligencias se han establecido al campo de la inteligencia, con lo que ya no han sido rutinariamente atribuidos a Cattell o a Horn. El gráfico de sedimentación de Cattell se ajustó en la práctica del análisis del concepto del subconsciente de Freud, encajado este en psicología y en las percepciones de la gente sobre la mente.

## Inteligencia fluida (Gf)
La inteligencia fluida o líquida (gf) se refiere a las operaciones mentales que un individuo puede usar para resolver problemas novedosos sin ningún conocimiento previo. Es la capacidad de analizar nuevas tareas, razonamiento lógico, identificar, relacionar, resolver y extrapolar conceptos. La gf está influida por el proceso madurativo, se deteriora con la edad,a partir de los 20 años,  ya que está determinada genéticamente.  Esto es imprescindible en los ámbitos científico, matemático y de resolución de problemas técnicos. En el razonamiento fluido están incluidos los razonamiento inductivo y deductivo.

## Inteligencia cristalizada (Gc)
La inteligencia cristalizada (gc) se refiere a la amplitud y a la profundidad de los conocimientos adquiridos de una persona. Es decir, es la aptitud para usar métodos de resolución de problemas previamente adquiridos y a menudo culturalmente definidos. Estos conocimientos son principalmente verbales, basados en el lenguaje. Este tipo de inteligencia se adquiere a través de la educación y las experiencias vividas. La gc se mantiene más o menos estable hasta los 40 años donde puede incrementar o no, depende de los conocimiento adquiridos de cada persona al largo de la vida.

## Similitudes y diferencias de Gf y Gc
Las dos inteligencias (Gf y Gc) están bastante relacionadas entre ellas. Existe una elevada correlación de 0.61 obtenido a partir del análisis del WAIS, dónde se aplicaron distintas pruebas para medir las dos inteligencias. *(Las pruebas de vocabulario y la subescala verbal se consideran buenas medidas de Gc).
Estos resultados han llevado a argumentar que Gf y Gc son simplemente distintos aspectos de un factor de inteligencia (CI). Las pruebas para hallar este cociente intelectual (CI) tratan de medir ambas variables.
Existen distintas formas y escalas para evaluar estas inteligencias. Por ejemplo, la Escala de Wechlsler de Inteligencia para Adultos mide la inteligencia fluida en la escala de la actuación y la inteligencia cristalizada en la escala verbal. El resultado del cociente intelectual se basa en una combinación de esas dos escalas.
Al decir que las dos inteligencias están relacionadas nos lleva a afirmar que no son independientes entre ellas. Las diferencias individuales en Gc dependen del nivel de Gf.
Jerárquicamente Gf es superior a Gc. No es sorprendente que las personas con una alta capacidad de Gf tienden a adquirir más conocimientos de Gc, ya que presentan tasas más rápidas. El proceso de adquisición de conocimiento factual se denomina a veces "inversión cognitiva".
Las dos inteligencias aumentan con la edad, pero a partir de la juventud sus procesos de desarrollo se diferencian. La inteligencia fluida disminuye con los años mientras que la inteligencia cristalizada aumenta. Eso puede explicar el hecho de que el rendimiento es inferior en la gente mayor que en jóvenes. 
Por otro lado encontramos las diferencias a nivel de variabilidad: la inteligencia fluida se mantiene estable a lo largo de la vida y la cristalizada aumenta.
La inteligencia cristalizada, a diferencia de la fluida que depende mucho de la genética, depende de cada persona.  Su desarrollo es distinto en cada individuo. La inteligencia cristalizada es más susceptible de cambio, ya que se basa en conocimientos específicos adquiridos. Al aprender nuevos hechos, el fondo de conocimiento de alguien se amplía. Pero si la persona no adquiere conocimiento a través de la educación y la experiencia no podrá aumentar su Gc.
La inteligencia fluida es la que se ve más afectada por lesión cerebral. Es evidente, ya que esa es la que incluye habilidades tales como reconocimiento de patrones, razonamiento abstracto y resolución de problemas.
El deterioro del rendimiento en algunas tareas de medición de la inteligencia de fluidos y el rendimiento mejorado en otros se encuentran en algunas medidas en los individuos con trastornos del espectro autista, incluyendo el síndrome de Asperger .

## Planteamientos jerárquicos
A partir de los planteamientos monolíticos (basados en un solo factor)  y de los factorialistas (basados en más de un factor) surgieron los denominados modelos jerárquicos, con una pretensión integradora.
Sin embargo, encontramos soluciones diferentes para crear las jerarquías. Autores como Burt (1940) y Vernon (1965) tienden a incluir el factor “g” de Charles Spearman en el nivel superior de la jerarquización de factores, mientras Raymond Cattell (1963) se centra en los factores secundarios, sobre todo en los de la inteligencia fluida (innata, no influida por los aprendizajes anteriores) y el correspondiente a la inteligencia cristalizada (determinada por los aprendizajes anteriores). Ahora bien, uno y otro dependen del factor “g”.
Los modelos jerárquicos resultan más comprehensivos que los modelos factoriales, ya que la organización de factores de distintos niveles produce una estructura mucho más rica y compleja y también más cercana a los modelos explicativos actuales. 
Genovard y Castelló (1990) afirman que en el ámbito de la inteligencia la excepcionalidad puede ser definida según los citados modelos. Dada su relación con el instrumento de medida, la definición que se deriva del enfoque monolítico se ajustará a criterios de carácter cuantitativo. En consecuencia la inteligencia de un sujeto se correspondería con un punto dentro de un continuo y las comparaciones se establecerían en términos de más o menos inteligencia.
Sin embargo, desde los modelos factorialistas la capacidad intelectual se desglosa en múltiples aptitudes, con lo que el perfil de cada sujeto, corresponde a diferentes tipos de inteligencia, en función de las combinaciones de aptitudes, por lo que la perspectiva sería fundamentalmente cualitativa, ya que concibe el intelecto como un conjunto de factores diferenciados que guardan entre sí diversas formas de dependencia y organización según la teoría concreta en la que nos situamos. Esta es también la razón por la que la teoría factorialista, a diferencia de los enfoques monolíticos, es capaz de explicar el fenómeno del talento. 
Castelló (1997) considera que a partir de cualquier teoría factorialista concreta es posible realizar cierta estimación de los recursos mentales individuales —siempre con limitaciones instrumentales y metodológicas—, pero asumiendo en todo caso una estructura intelectual compuesta por múltiples recursos diferenciados. De esta forma “el análisis intelectual se realiza a partir de un perfil de recursos (aptitudes) y no sobre un valor único, tal como se pretende desde el enfoque monolítico”.
Teoría de los tres estratos de la inteligencia de Carroll
John B. Carroll es autor de una teoría donde también habla sobre la inteligencia fluida y cristalizada. A comienzos de los años noventa Carroll (1993) propuso un modelo en que utilizaba también técnicas de análisis factorial para realizar estudios de relaciones entre habilidades mentales (Berk, 1998). Después de realizar varios estudios, Carroll formuló la teoría de los tres estratos de la inteligencia, con lo que extendía los modelos propuestos por Spearman, Louis Leon Thurstone y Cattell. Carroll representa la estructura de la inteligencia como una pirámide en cuyo vértice superior se sitúa el factor general de la inteligencia “g”, mientras que las habilidades se encuentran en un segundo estrado, colocadas de izquierda a derecha en función de la relación con “g”. En un estrado inferior aparecen las manifestaciones específicas de los factores del segundo estrado, que resultan de la experiencia de tareas particulares. La Gf y la Gc se encuentran en el segundo estrado con otras inteligencias.